# Execuție cu ajutorul unui elefant

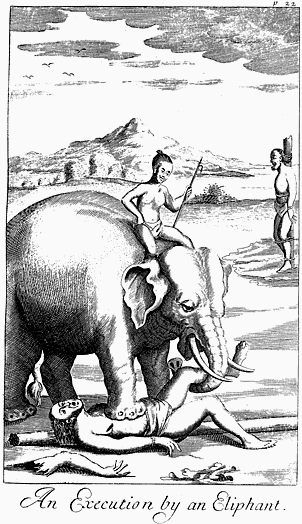
Un prizonier condamnat la moarte, pe cale de a fi dezmembrat în Ceylon. Desen din An Historical Relation of the Island Ceylon de Robert Knox (1681)

Execuție cu ajutorul unui elefant (زير پى ِپيل افكندن în limba persană, literalmente „aruncare sub picioarele unui elefant”) a fost o metodă des utilizată în trecut pentru executarea condamnaților la moarte în Asia de sud și de sud-est, în special în India.
Elefanții asiatici au fost utilizați pentru călcatul în picioare, dezmembrarea sau torturarea condamnaților în execuții publice. Animalele, care erau bine dresate, puteau omorî victima fie pe loc fie după o chinuire îndelungată, metoda depinzând de cum erau mânuite. Ținute de curtea regală, aceste animale erau atât simbolul puterii absolute cât și al abilității imaginare că domnitorul putea controla animale sălbatice.
Utilizarea elefanților pentru execuția condamnaților la moarte a atras uneori interesul, dar și oroarea vizitatorilor europeni, astfel de relatări apărând în jurnalele lor de călătorie cât și în descrierea vieții locuitorilor Asiei. Acest obicei a fost suprimat de către colonialiștii europeni în secolele al XVIII-lea și al XIX-lea. Cu toate că această metodă de execuție a fost întâlnită în primul rând în Asia, ea a fost folosită sporadic și de către europeni, de exemplu în Roma antică sau în Cartagina, mai ales pentru a pedepsi soldați rebeli.

## Aspecte culturale
Inteligența pe care o au și faptul că pot fi domesticiți și folosiți pentru diferite feluri de munci a făcut ca elefanții să aibă un avantaj față de lei sau urși, care erau folosiți de către romani în astfel de roluri. Elefanții sunt mai supuși stăpânului decât caii: pe când caii pot fi învățați să atace în luptă, ei nu calcă de bună voie un soldat inamic, ci incearcă să sară peste el. Elefanții însă calcă inamicul în picioare dacă sunt astfel dresați, ceea ce i-a făcut să devină căutați de către generali, de exemplu Hannibal. Elefanții pot fi învățați să execute prizonierii prin diferite metode, și pot fi învățati să prelungească agonia victimei, lăsând-o să moară lent prin torturare, sau omorând-o rapid prin zdrobirea capului.
Elefanții de acest gen erau perfect supuși controlului unui mahut („mânuitor de elefanți”), astfel că domnitorul avea posibilitatea de a putea grația condamnatul în ultima clipă, astfel dovedind supușilor săi că poate fi milos. Se relatează că astfel de grațieri în ultimul moment ar fi avut loc în mai multe regate asiatice. Regii Siamului aveau elefanți care îi tăvăleau pe condamnați „pe pământ relativ încet, ca să nu-i accidenteze grav. Sultanul Akbar cel Mare al Mughalului se zice că ar fi utilizat această metodă pentru a-i pedepsi pe «rebeli», pentru ca apoi prizonierii, probabil aduși la supunere totală, să fie grațiați”. Într-un caz, Akbar se zice că ar fi pedepsit în acest fel un prizonier cinci zile la rând, în cele din urmă grațiindu-l. Se zice că elefanții erau uneori folosiți ca un fel de test, prizonierii recâștigandu-și libertatea dacă reușeau să se apere vitejește de elefant.
Utilizarea elefanților în acest fel era un exces de putere din partea unui domnitor, prin faptul că putea hotărî peste viață și moarte. Elefanții au fost ani de-a rândul folosiți ca simbol al autorității regale (și încă sunt folosiți în acest sens în anumite locuri, de exemplu în Tailanda, unde elefanții albi sunt venerați). Utilizarea lor ca instrumente ale puterii de stat însemna implicit că domnitorul are control total asupra unor astfel de animale puternice. De aceea, se considera că domnitorul poate domina moral și spiritual animalele sălbatice, fapt ce îi sporea autoritatea și misteriozitatea în rândul supușilor.

## Răspândirea geografică
Călcatul în picioare de către elefanți a fost folosit în multe părți ale lumii, atât în imperiile occidentale cât și în imperiile asiatice. Cele mai vechi mențiuni ale unor execuții de acest fel datează din perioada clasică. Totuși, obiceiul era deja bine instituit la acea vreme, și a continuat până în secolul al XIX-lea.
Cu toate ca elefanții africani sunt mult mai mari decât cei asiatici, regatele africane nu i-au folosit în aceeași măsură în războaie sau ceremonii, deoarece elefantul african se lasă mai greu dresat. Unele regate africane au folosit într-adevar elefanți africani, dar este vorba de subspecia dispărută Loxodonta (africana) pharaoensis. Utilizarea elefanților dresați era astfel limitată la regiunile lumii unde poate fi găsit elefantul asiatic.

### Puterile asiatice

#### Asia de vest
În timpul Evului Mediu, în mai multe imperii/dinastii din Asia de vest, de exemplu în cel bizantin, în cel sasanid, în cel selgiucid sau în cel timurid, elefanții erau deseori utilizați pentru executarea criminalilor. Când regele sasanid Khosrau II, care avea un harem de 3.000 de neveste și 12.000 de sclave, a cerut-o pe Hadiqah, fiica arabului creștin Na'aman, ca soție, acesta nu a fost de acord ca fiica sa să intre în haremul unui zoroastru. Pentru acest lucru, a fost pedepsit la moarte prin călcarea în picioare de către un elefant.
Obiceiul se pare că a fost practicat și în partea musulmană a Orientului Mijlociu. Rabbi, un călător evreu din secolul al XII-lea, a descris o execuție văzută în timpul șederii sale în Mesopotamia de nord (actualmente Irak), care era sub dominația dinastiei selgiucide:
| “ | La Ninive am văzut un elefant. Capul nu îi este proeminent. Este mare, mănâncă cam două căruțe de fân odată; gura îi este la piept, și când vrea să mănânce, își scoate buza cam doi coți, ia fânul și și-l pune în gură. Când sultanul pedepsește pe cineva la moarte, i se spune elefantului „această persoană este vinovată.” Atunci el îl prinde cu buza, îl aruncă în sus și îl omoară. | ” |

#### Asia de sud

##### Sri Lanka
Pe subcontinentul indian și în Asia de sud-est elefanții au fost des folosiți ca metodă de execuție. Marinarul englez Robert Fox a descris în 1681 o metodă de execuție prin utilizarea unui elefant, când a fost ținut prizonier în Sri Lanka. Knox scrie că elefanții pe care i-a văzut aveau prinși de colți „un fier ascuțit cu un fel de soclu cu trei margini”. După ce își înțeapă victima cu colții, elefantul „o rupe în bucăți, și o aruncă bucată cu bucată”.
James Emerson Tennent, un călător irlandez din secolul al XIX-lea, spune că „un șef de trib din Sri Lanka care a fost de față la astfel de execuții, ne-a asigurat că elefantul niciodată nu a folosit colții, ci a pus un picior pe victimă și apoi i-a smuls brațele și picioarele unul câte altul cu o zvâcnitură a trompei.” Cartea lui Knox descrie tocmai această metodă de execuție în cunoscuta ilustrație "O execuție de către un elefant".
Într-o relatare din anul 1850, diplomatul britanic Sir Henry Charles Sirr descrie că a văzut un elefant care fusese folosit înainte vreme de către Sri Vikrama Rajasinha, ultimul rege al regatului Kandy, pentru execuția criminalilor. Călcatul în picioare de către elefanți fusese interzis de către britanici după ce au ocupat regatul kandian în 1815, dar elefantul folosit de către rege era înca în viață și era evident că își mai amintea obligațiile anterioare. Comentariul lui Sirr:
| “ | În timpul dinastiei băstinașe exista obiceiul să dreseze elefanți care să-i execute pe criminali călcându-i în picioare, animalele fiind învățate să prelungească agonia sărmanilor chinuiți prin faptul că le zdrobeau brațele și picioarele, evitând părțile vitale. Aceasta era metoda favorită a ultimului rege tiran din Candy, și cum unul din elefanții-călăi se afla în fosta capitală în timpul sejurului nostru, am dorit mult să-i testăm inteligența și memoria. Animalul, care era pestriț și enorm de mare, stătea liniștit, mânuitorul șezându-i pe ceafă; nobilul care ne însoțea, l-a rugat pe om să se dea jos și să stea pe o parte. Șeful a spus cuvântul de comandă, poruncind animalului: «omoară-l pe nenorocit!» Elefantul și-a ridicat trompa, a răsucit-o, de parcă ar face-o în jurul unui om; apoi animalul a făcut niște mișcări care imitau punerea omului pe pământ în fața sa, apoi și-a ridicat încet piciorul din față, plasându-l alternativ acolo unde ar fi fost brațele și picioarele suferindului. A făcut acest lucru timp de câteva minute; apoi, ca și când ar fi fost mulțumit că oasele ar fi de acum zdrobite, elefantul și-a ridicat trompa deasupra capului și a stat nemișcat; șeful i-a comandat apoi să-și «termine lucrul», comandă la care animalul și-a plasat imediat un picior ca și cum ar fi pe abdomenul omului, și celălalt pe cap, părând a folosi toată puterea pe care o avea să-l zdrobească și să-l scape pe nefericit de suferință. | ” |

##### India

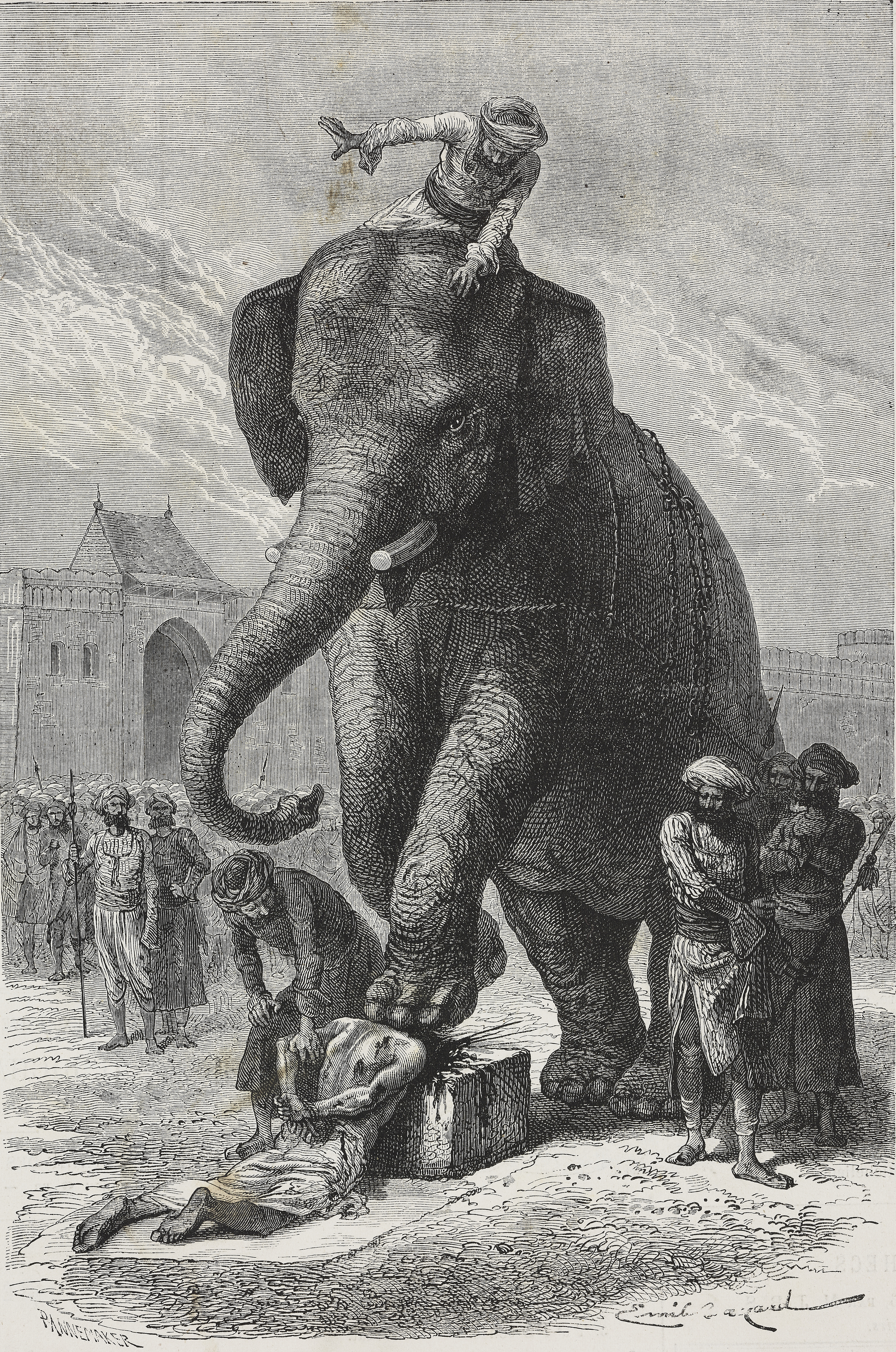
Louis Rousselet a descris această execuție în "Le Tour du Monde" în 1868.

Elefanții erau preferați ca execuționiști în India timp de mai multe secole. Domnitori hinduși și musulmani îi executau pe cei care se făceau vinovați de evaziune fiscală, pe rebeli și pe soldații inamici "sub picioarele elefanților". Legile lui Manu, scrise cam în anul 200 d.H. stipulau execuția de către un elefant pentru un număr de crime. Dacă erau furate bunuri, de exemplu, „regele trebuie să execute cu ajutorul elefanților pe orice hoț prins în legătură cu furtul.”
În timpul erei Mughal, „metoda de execuție obișnuită era de a-l avea pe criminal călcat în picioare de un elefant.” Căpitanul de vas Alexander Hamilton, într-o relatare din 1727, a descris cum Shah Jahan, domnitorul Mughalului, a dat ordin ca un comandant militar care greșise cu ceva, să fie dus „la Grădina cu elefanți, unde să fie executat de către un elefant, ceea ce este considerat a fi o moarte rușinoasă și dureroasă”. Împăratul Humayun al Mughalului a dispus executarea unui imam de către un elefant, crezând, greșit, că imamul i-ar fi criticat domnia. Unii monarhi au adoptat această metodă de execuție pentru a se distra. Un alt domnitor din Mughal, împăratul Jahangir, se zice că ar fi dat ordin ca un mare număr de criminali să fie executați în acest fel pentru propria distracție. Călătorul francez François Bernier, care a fost martor la astfel de execuții, s-a arătat displăcut la felul în care împăratul savura acest fel brutal de a pedepsi. Iar călcatul în picioare nu era singura metodă de a executa cu ajutorul elefanților; în sultanatul Delhi din Mughal, elefanții erau dresați să-i sfârtece în bucăți pe prizonieri „cu lame ascuțite prinse de colții elefanților”.
Și alte regimuri indiene au folosit elefanți pentru execuții. Conducătorul Sambhaji din Maratha a dat ordin la sfârșitul secolului al XVII-lea ca un număr de conspiratori, printre care și Anaji Datto, un oficial, să fie executați în acest fel. Un alt conducător din Maratha, generalul Santaji, își pedepsea subordonații în acest fel când încălcau regulamentul de disciplină militară. Istoricul contemporan Khafi Khan menționează faptul că „Santaji arunca oameni sub picioarele elefanților pentru încălcări minore ale regulamentului."
Scriitorul din secolul al XIX-lea Robert Kerr relatează faptul că regele din Goa „ținea anumiți elefanți pentru execuția infractorilor. Când unul dintre aceștia era adus ca să îl termine pe un criminal, dacă mânuitorul dorea ca infractorul să fie omorât repede, acest animal îl zdrobea complet cu picioarele; dar dacă dorea să-l tortureze, îi rupea brațelele și picioarele unul după unul, în mod similar cu trasul oamenilor pe roată.” Naturalistul Georges-Louis Leclerc, Conte de Buffon, cita această flexibilitate ca o dovadă că elefanții nu aveau doar un simplu instinct natural, ci erau capabili să gândească rațional, ca și oamenii.
Astfel de execuții erau ținute în public, ca avertizare ca oamenii să nu încalce legea. Pentru aceasta, mulți dintre elefanții utilizați erau extrem de mari, cântărind mai bine de 9 tone. Intenția era ca execuțiile să fie înspăimântătoare, și deseori chiar așa și erau. Ele erau deseori precedate de torturare în public de către același elefant. O descriere a unei astfel de torturări și execuții poate fi găsită în Anecdotele Percy:
| “ | Omul era un sclav care cu două zile înainte își omorâse proprietarul, care fusese fratele unui șef băștinaș numit Ameer Sahib. Cam la ora 11, elefantul a fost adus, doar cu mânuitorul pe spate, și înconjurat de băștinași cu sulițe în mână. Criminalul a fost pus la trei iarzi distanță pe sol, picioarele fiindu-i legate cu trei frânghii care erau prinse de un inel la piciorul din spate al elefantului. La fiecare pas pe care îl făcea elefantul, îl smucea înainte, și cam la fiecare al optulea sau al zecelea pas, un braț sau un picior i se rupea, pentru că păreau desprinse și rupte când elefantul parcursese 500 de iarzi. Omul, cu toate că era acoperit de pământ, părea evident a fi în viață, dar părea că suferă enorm. După ce a fost torturat în acest fel timp de circa o oră, a fost dus la marginea orașului, unde elefantul, care este dresat pentru astfel de scopuri, a fost făcut să se tragă puțin înapoi, ca apoi să pună un picior pe capul criminalului. | ” |

Utilizarea elefanților drept călăi a continuat până în a doua jumătate a secolului al XIX-lea. Cu prilejul unei expediții în India centrală în 1868, Louis Rousslet a descris execuția unui criminal cu ajutorul unui elefant. S-a făcut o schiță a execuției care îl artă pe condamnat cum este forțat să-și plaseze capul pe un pedestal, și apoi ținut acolo, un elefant îi zdrobește capul cu piciorul. Schița a fost sursa unei xilogravuri tipărite în „Le Tour du Monde”, o revistă de călătorii și aventuri, la fel ca și în "Harper's Weekly".
Odată cu creșterea puterii Imperiului britanic, execuțiile cu ajutorul elefanților au devenit tot mai rare, în cele din urmă dispărând complet. În 1914, Eleanor Maddock nota că în Kashmir, după venirea europenilor, „multe obiceiuri străvechi au început să dispară- iar unul dintre ele este înfiorătorul obicei dea a executa criminalii cu ajutorul unui elefant dresat special pentru aceasta, și care era cunoscut sub numele ereditar de 'Gunga Rao'.”

### Asia de sud-est
Există surse care relatează că elefanții au fost utilizați în executația criminalilor în Asia de sud-est, iar în Birmania au fost folosiți în acest scop încă din vremuri foarte îndepărtate, la fel ca și în regatul Champa, pe partea cealaltă a peninsulei indochineze. În Siam, elefanții erau dresați să-i arunce pe condamnați în aer înainte de a-i călca în picioare. Jurnalul lui John Crawfurd menționează o altă metodă de execuție cu ajutorul unui elefant în regatul Cochinchina (Vietnamul de sud de astăzi), unde era trimis special britanic în 1821. Crawfurd își amintește că a văzut odată cum un criminal „a fost legat de un par, iar elefanul [favorit al Excelenței sale] se repede și îl zdrobește până acesta moare.”

### Imperiile occidentale
Romanii, cartagienii și grecii macedoneni foloseau ocazional elefanți pentru execuții, totodată folosind elefanți de război în scopuri militare, cel mai faimos fiind cazul lui Hannibal. Cronicarii antici relatează cazuri în care dezertori, prizonieri de război și criminali militari au fost executați de către elefanți. Perdiccas, devenit regent al Macedoniei când a murit Alexandru cel Mare în 323 î.H., i-a condamnat pe răsculații fracțiunii lui Meleager la moarte prin călcare în picioare de către elefanți în Babilonia. Scriitorul roman Quintus Curtius Rufus scrie astfel în lucrarea sa „Historiae Alexandri Magni”: „Perdiccas a văzut că răzvrătiții erau paralizați de frică și erau la bunul său plac. A scos vreo 300 de oameni din armata principală- pe cei care îl urmaseră pe Meleager când acesta a plecat supărat din prima ședința ținută după moartea lui Alexandru- și în văzul întregii armate i-a aruncat la elefanți. Toți au fost omorâți, călcați sub picioarele animalelor...”
La fel, scriitorul roman Valerius Maximus menționează cum generalul Lucius Aemelius Paulus Macedonicus „după ce Regele Perseus a fost învins (în 167 î.Hr.), pentru aceeași crimă (dezertare), a aruncat oameni sub picioarele elefanților ca să fie călcați de ei... Și într-adevăr disciplina militară are nevoie de astfel de pedepse severe și abrupte, pentru că astfel puterea armatelor rămâne fermă, iar când se abate de la cursul drept va fi răsturnată.”
Sunt mai rare cazurile în care elefanți au fost utilizați pentru execuția persoanelor civile. Dar un astfel de exemplu este menționat de către Josephus și de cartea deuterocanonică „3 Macabei” în legătură cu evreii egipteni, cu toate că relatarea probabil că este apocrifă. 3 Macabei descrie o încercare din partea lui Ptolomeu IV Philopator (a domnit între 221- 204 î.H.) de a-i face sclavi și de a-i însemna cu simbolul lui Dionis pe evreii egipteni. Când evreii s-au opus, se zice că regele ar fi dat ordin să fie adunați la un loc, și apoi să fie aruncați sub picioarele elefanților. Execuția se zice că ar fi fost dejucată, prin intervenția îngerilor, iar ca urmare Ptolomeu s-a purtat cu mult mai binevoitor față de supușii săi evrei.

## Morți cauzate de elefanți
Moarte cauzată de elefanți nu este un fenomen tocmai rar în părți ale Africii sau Asiei de sud, unde oamenii sunt nevoiți să coexiste cu elefanții. Doar în Sri Lanka, 50-100 de oameni sunt omorâți anual în disputa între oameni și elefanți. Dar aceste victime se datorează faptului că elefanții sălbatici uneori care atacă oameni, nefiind elefanți domesticiți care sunt utilizați în executarea altor oameni. Îngrijitorii de elefanți în grădini zoologice sunt și ei în mare pericol de a fi călcați în picioare de către elefanți.
Pe când lucra ca ofițer de poliție în guvernul colonial din Birmania, George Orwell a fost obligat să se ocupe de un caz când un elefant domesticit, agresiv deoarece se afla în călduri, a omorât un om, călcându-l în picioare. Orwell descrie incidentul în eseul său „Shooting an Elephant” („Împușcarea unui elefant”), menționând că „fricțiunea piciorului bestiei mari l-a jupuit pe spate la fel de perfect ca și când ai jupui un iepure.”